# NGC 2186
NGC 2186 est un amas ouvert, situé dans la constellation d'Orion. Il a été découvert par l'astronome germano-britannique William Herschel en 1786.
NGC 2186 est à environ 800 pc (∼2 610 al) du système solaire et les dernières estimations donnent un âge de 55 millions d'années. La taille apparente de l'amas est de 5,0 minutes d'arc, ce qui, compte tenu de la distance, donne une taille réelle maximale d'environ 6,9 années-lumière.
Selon la classification des amas ouverts de Robert Trumpler, cet amas renferme moins de 50 étoiles (lettre p) dont la concentration est moyenne (II) et dont les magnitudes se répartissent sur un intervalle moyen (le chiffre 2).